# In tiefer Trauer
In tiefer Trauer (auch bekannt als: Juliane Werding) ist das Debütalbum der deutschen Pop- und Schlagersängerin Juliane Werding. Es erschien am 16. August 1972 beim Plattenlabel Hansa Musik Produktion.

## Hintergrund
1970 nahm die Essenerin Juliane Werding ein Demoband auf und schickte es der Fernsehsendung Talentschuppen des Südwestfunks. Daraufhin wurde sie zu einer Vorentscheidung eingeladen, die sie gewann. Am 19. Juni 1971 folgte der erste Auftritt im Talentschuppen mit dem Lied Das Schilf. Bereits vor der Sendung erhielt sie ihren ersten Plattenvertrag und nahm bei Hansa Musik Produktion ihr erstes Studioalbum In tiefer Trauer auf.
Auf dem Album sind mehrere Titel enthalten, die von Werding in deutscher Sprache gecovert wurden, so von Joan Baez den Titel Song of Bangladesh, Hoyt Axtons Never Been to Spain, P. F. Sloans Protestsong Eve of Destruction, Peter Yarrows Don't Ever Take Away My Freedom und Robbie Robertsons The Night They Drove Old Dixie Down, der in Werdings Version Am Tag, als Conny Kramer starb im Januar 1972 als Vorbote zum Album als Single veröffentlicht wurde und zum Nummer-eins-Hit avancierte. Im Juli 1972 präsentierte sich vor Albenveröffentlichung den Titel Der letzte Kranich vom Angerburger Moor, den sie in den Rhein-Main-Hallen bei der ZDF-Starparade vortrug. Das aus zwölf Titeln bestehende Album In tiefer Trauer bzw. Juliane Werding wurde mit dem Produzenten Peter Meisel aufgenommen. Das Frontcover zeigt eine Todesanzeige ohne Personenbezug, sondern mit den folgenden Worten:

„Unsere geliebte, heile Welt,

in deren Schoß einst Illusionen

von Liebe, Frieden und

Freiheit geboren wurden,
ist nach langen und

blutigen Kämpfen im

20. Jahrhundert endgültig

von uns gegangen.

In tiefer Trauer

Juliane Werding“

## Titelliste
| #  | Titel                                                                                  | Autor(en)                                    | Produzent(en) | Länge |
| -- | -------------------------------------------------------------------------------------- | -------------------------------------------- | ------------- | ----- |
| 1  | Bangla-Desh (Coverversion von Song of Bangladesh)                                      | Hans-Ulrich Weigel, Joan Baez                | Peter Meisel  | 4:59  |
| 2  | Danke, Freunde (Coverversion von Thank You Babe)                                       | Hans-Ulrich Weigel, Carol Hall               | Peter Meisel  | 2:46  |
| 3  | Großstadt-Indianer                                                                     | Jack Asam, Niebusch                          | Peter Meisel  | 4:37  |
| 4  | Laß uns miteinander reden (Coverversion von Never Been to Spain)                       | Hans-Ulrich Weigel, Hoyt Axton               | Peter Meisel  | 3:57  |
| 5  | Mach' dich nicht kaputt                                                                | Hans-Ulrich Weigel, Jack Asam                | Peter Meisel  | 3:16  |
| 6  | Fünfzehn ist ein undankbares Alter                                                     | Hans-Ulrich Weigel, Dieter Zimmermann        | Peter Meisel  | 2:15  |
| 7  | Der letzte Kranich vom Angerburger Moor                                                | Hans-Ulrich Weigel, Wolfgang Schulz          | Peter Meisel  | 3:39  |
| 8  | Ein morscher Baum trägt keine guten Früchte (Coverversion von Eve of Destruction)      | Hans-Ulrich Weigel, P. F. Sloan              | Peter Meisel  | 3:30  |
| 9  | Das ist die Freiheit, die ich meine (Coverversion von Don't Ever Take Away My Freedom) | Hans-Ulrich Weigel, Peter Yarrow             | Peter Meisel  | 3:35  |
| 10 | Der Computer macht alles                                                               | Hans-Ulrich Weigel, Dieter Zimmermann        | Peter Meisel  | 4:40  |
| 11 | Die Kinder Gottes (Coverversion von All The Young Women)                               | Hans-Ulrich Weigel, Lee Pockriss, Paul Vance | Peter Meisel  | 2:34  |
| 12 | Am Tag als Conny Kramer starb (Coverversion von The Night They Drove Old Dixie Down)   | Hans-Ulrich Weigel, Robbie Robertson         | Peter Meisel  | 3:27  |

## Charts und Chartplatzierungen
In tiefer Trauer bzw. Juliane Werding stieg am 15. September 1972 auf Rang 31 der deutschen Albumcharts ein und erreichte seine beste Platzierung am 15. November 1972 mit Rang 19. Das Album konnte sich fünf Monatsausgaben in den Charts platzieren, letztmals in der Chartausgabe vom 15. Februar 1973.
| ChartsChartplatzierungen | Höchstplatzierung | Monate |
| ------------------------ | ----------------- | ------ |
| Deutschland (GfK)        | 19 (5 Mt.)        | 5      |